# 郑维列
郑维列（1963年—），汉族，中华人民共和国政治人物、第十一届全国政协委员。
担任西藏自治区林芝地区政协副主席、西藏大学农牧学院副院长。2008年，当选第十一届全国政协委员，代表农业界，分入第三十九组。